# Beaulencourt
Beaulencourt ist eine französische Gemeinde im Département Pas-de-Calais in der Region Hauts-de-France. Sie gehört zum Kanton Bapaume im Arrondissement Arras.

## Lage
Die Gemeinde Beaulencourt liegt an der Grenze zum Département Somme, etwa 22 Kilometer südsüdöstlich von Arras. Sie grenzt im Norden an Riencourt-lès-Bapaume, im Osten an Villers-au-Flos, im Süden an Le Transloy, im Westen an Gueudecourt und im Nordwesten an Ligny-Thilloy und Bapaume. Durch die Gemeinde Beaulencourt führen die Autoroute A1 und die Hochgeschwindigkeits-Bahnstrecke LGV Nord.

## Geschichte
Frühere Ortsnamen waren Balleincort (1127), Bellaincourt (1144) und Bellincort (1184).

### Bevölkerungsentwicklung
| Jahr                       | 1962 | 1968 | 1975 | 1982 | 1990 | 1999 | 2006 | 2013 | 2022 |
| -------------------------- | ---- | ---- | ---- | ---- | ---- | ---- | ---- | ---- | ---- |
| Einwohner                  | 197  | 192  | 175  | 159  | 175  | 190  | 201  | 245  | 232  |
| Quellen: Cassini und INSEE |      |      |      |      |      |      |      |      |      |

## Sehenswürdigkeiten
- Kirche Notre-Dame
- britischer Soldatenfriedhof „Tilloy Road Cemetery“

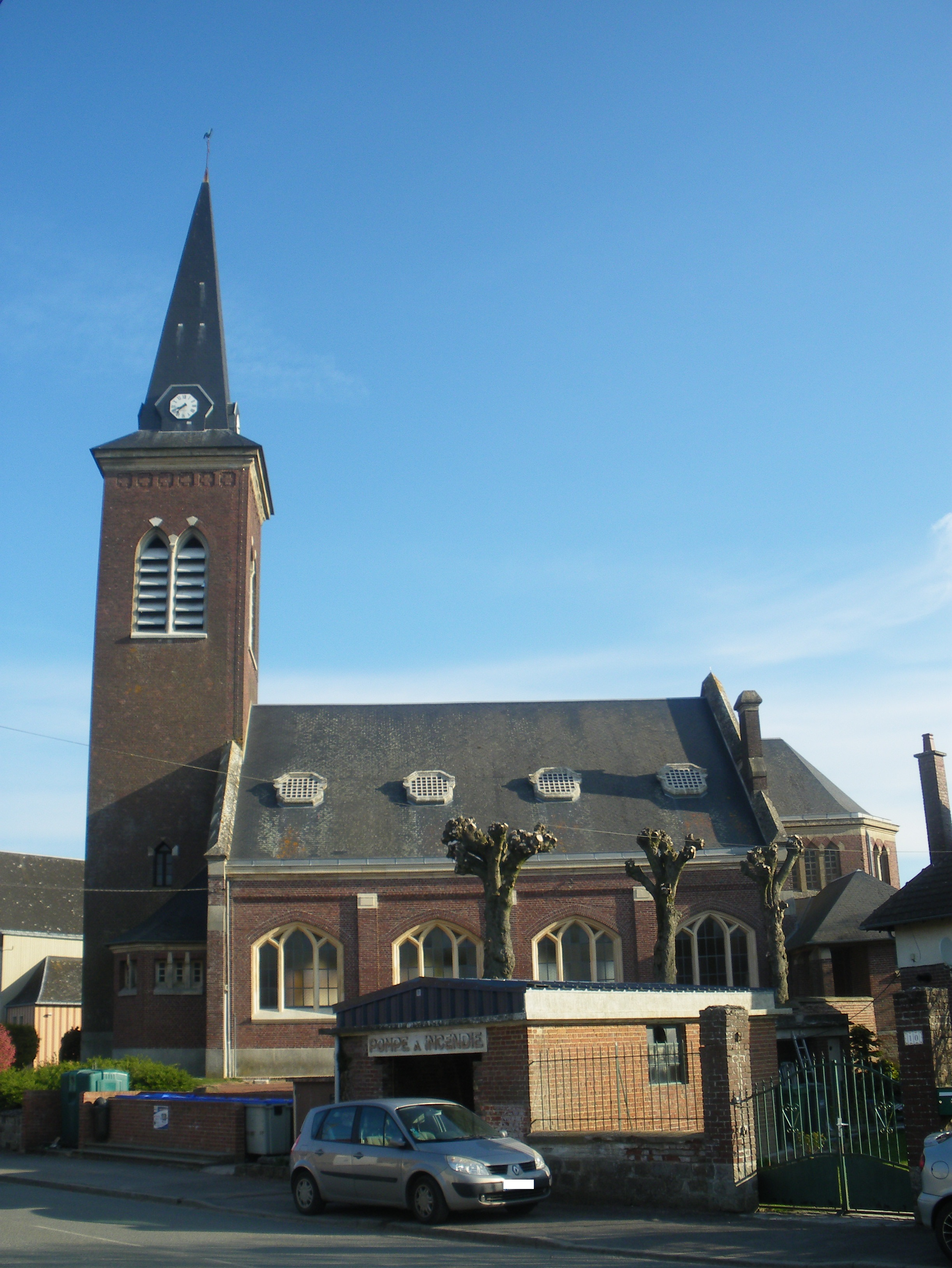
Kirche Notre-Dame
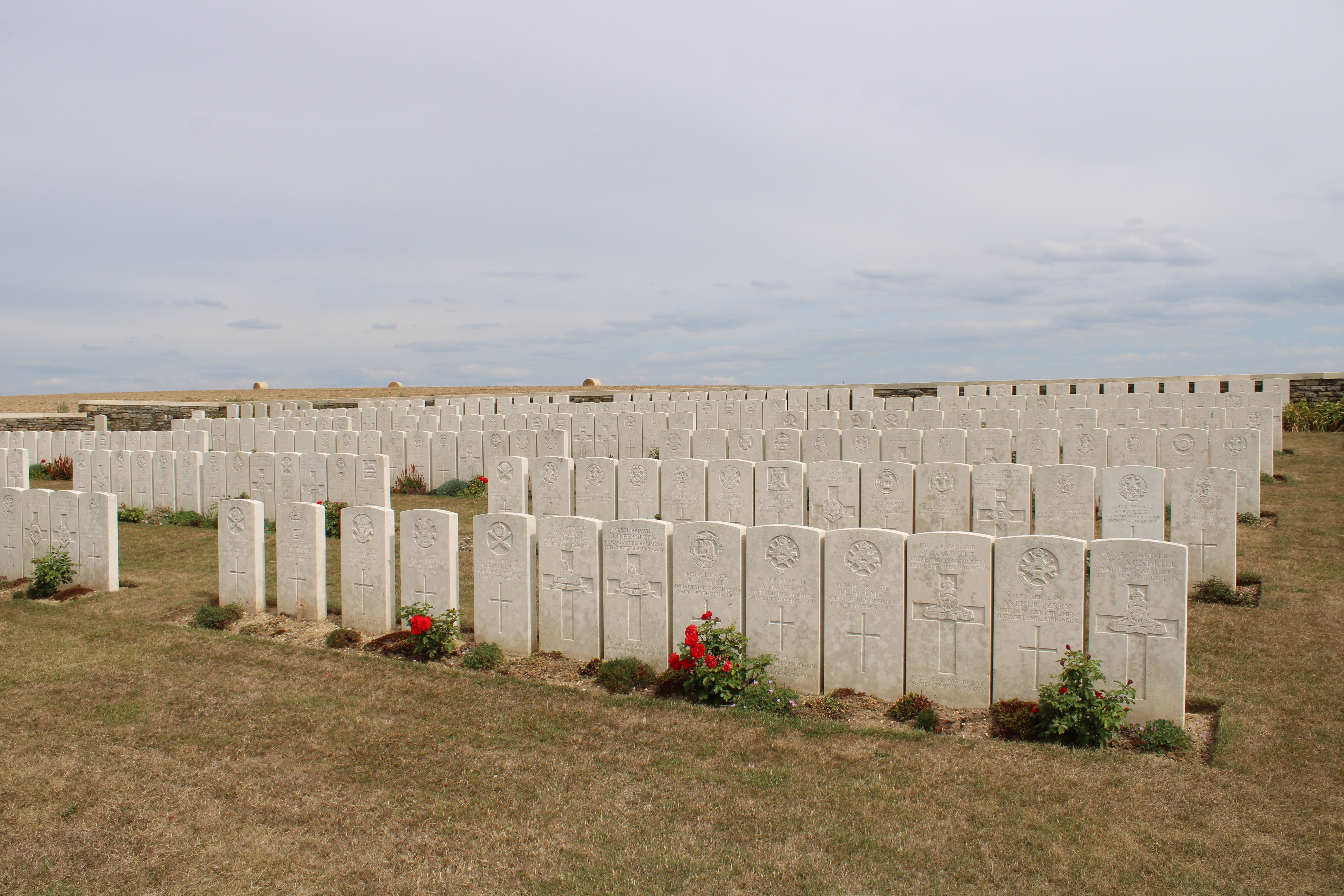
Britischer Soldatenfriedhof
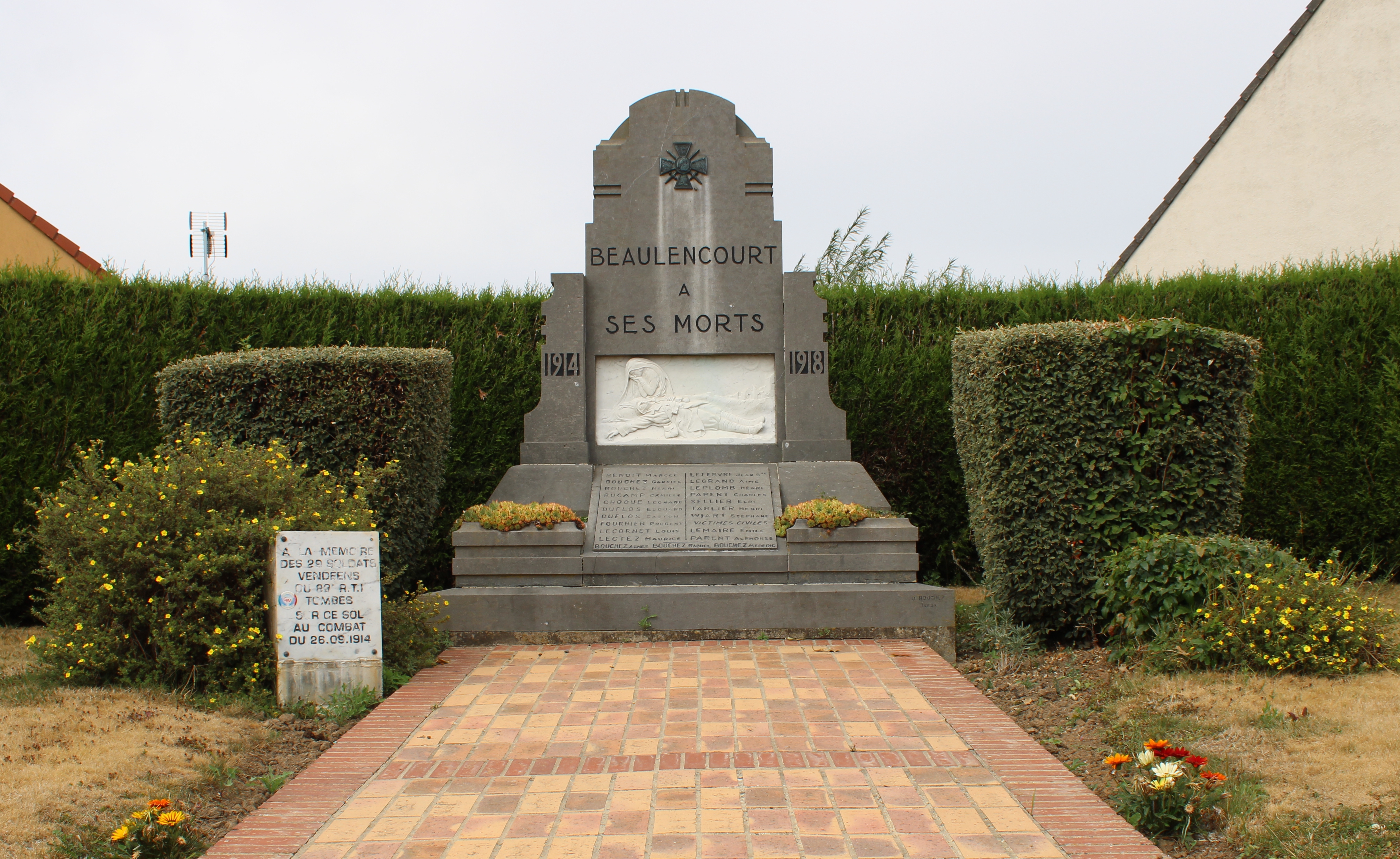
Gefallenendenkmal